# Татары в Афганистане
Афганские татары (тат. Әфганстан татарлары, افغانستان تاتارلری; крымскотат.  Афгъанистан татарлары, Afğanistan tatarları, افغانستان تاتارلری; перс. تاتارها در افغانستان‎) — представители татарского народа, проживающей на территории Афганистана. В марте 2021 года Национальное статистическое управление Афганистана зарегистрировало местных татар как отдельную этническую группу.

## История
На территории Афганистана татары проживают более 800 лет. Среди них потомки татар, оставшихся после завоевания региона войсками Чингисхана в XIII веке, татарских купцов, торговавших на афганской земле с XIX века, эмигрантов из Средней Азии, бежавших от революции и гражданской войны, а также крымские татары.
Татарские всадники служили в армии Амануллы-хана в 1919 году. На протяжении всего XX века татарское население постепенно ассимилировалось, татарский язык был забыт.
На данный момент численность афганских татар составляет около 3 миллионов в Афганистане, 1 миллиона в Иране, и 2 миллионов в Пакистане.
Член афганской татарской общины заявил, что Талибан против афганских татарских традиций и что они вошли в дома афганских татар, сожгли книги и уничтожили много культурного наследия.
Афганская татарская община помогла сохранить Будды Бамиана, которые они считали частью своего наследия.

## Религия
Среди афганских татар преобладают мусульмане-сунниты. Меньшинство афганских татар — шииты.

## Язык
Подавляющее число татар Афганистана говорит преимущественно на языке пушту и дари, а также на узбекском и туркменском языках.

## Общественные организации
Татарская диаспора Афганистана представлена пятью общественными и культурными организациями, зарегистрированными в Министерстве информации и культуры (information and Culture Ministry) страны. В каждой провинции действуют ассоциации татарской молодежи и татарских женщин.
Татарская общественная организация Кабула издает журнал «Татарлар авазы» (Voice of Tatar), издание выходит на языке дари. В последние годы лидеры этнических татар установили культурные связи со Всемирным конгрессом татар и Республикой Татарстан. Всемирный конгресс татар помог запустить с 15 марта онлайн-курс татарского языка для татар Афганистана (урок ведет доцент Казанского федерального университета Рамиль Тагирович Юзмухаметов, владеющий персидским и татарским языками).